# 蒋建平 (1928年)
蒋建平（1928年—），男，汉族，江西新干人，中国森林培育学家、林业教育家、泡桐专家，曾任河南农业大学校长、教授，第六届全国人大代表。